# Alice Herz-Sommer
Alice Herz-Sommer, znana również jako Alice Sommer-Hertz lub Alice Sommer (ur. 26 listopada 1903 w Pradze, zm. 23 lutego 2014 w Londynie) – czeska pianistka, pedagog, więźniarka niemieckiego obozu koncentracyjnego Theresienstadt.

## Życiorys
Urodziła się w Pradze, w Austro-Węgrzech, wraz z siostrą bliźniaczką Marianną, jako córka Friedricha i Sofie Herz. Rodzice zajmowali się kupiectwem. Matka, wykształcona kobieta, mająca licznych i wpływowych przyjaciół, przeniosła młodą Alicję w krąg znanych ówczesnych pisarzy i intelektualistów. Pierwsze nauki gry na pianinie zdobyła dzięki swej starszej siostrze Irmie. Grę na pianinie studiowała w Pradze u Vaclava Stepana.
Wyszła za mąż za biznesmena i muzyka amatora Leopolda Sommera w 1931 roku. Mieli syna, Rafaela („Rafiego”) (1937–2001), znanego później wirtuoza wiolonczeli. W lipcu 1943 roku cała rodzina trafiła do obozu koncentracyjnego Theresienstadt. Leopold później został wysłany do Auschwitz, a później  do  Dachau, gdzie w 1944 zmarł na tyfus. Herz-Sommer zagrała w obozie ponad 150 koncertów.
Po wyzwoleniu obozu przez Armię Czerwoną w 1945 roku, Herz-Sommer i Rafael wrócili do Pragi. W marcu 1949 roku wyemigrowała do Izraela, aby połączyć się ze swoją rodziną. Mieszkała tam i pracowała tam jako nauczyciel muzyki w Jerozolimie. W roku 1986 wyemigrowała do Londynu, gdzie mieszkał jej syn.
Historia Alicji Herz-Sommera stała się tematem bestsellera Garden of Eden in Hell (Ogród Edenu w piekle), przypominającego wydarzenia z obozów koncentracyjnych.
Od 1986 roku do śmierci mieszkała w północnym Londynie. W wieku 110 lat była najstarszą, po Jisra’elu Kristalu, żyjącą osobą na świecie osobą ocalałą z Zagłady.
Jest bohaterką filmu dokumentalnego Pani spod szóstki (2013).